# Peribsen
Seth-Peribsen byl králem – faraonem 2. dynastie starověkého Egypta v období utváření státního útvaru v nilském údolí. Jeho vláda se uvádí do roků 2660–2650 př. n. l. (s možnou odchylkou ~25 roků) do pozdního období 2.dynastie. Podstatná část informací o Peribsenovi se opírá o roztroušené archeologické nálezy artefaktů, jejich presentací v muzeích a podrobný popis jeho hrobky v královském pohřebišti v Abydosu.

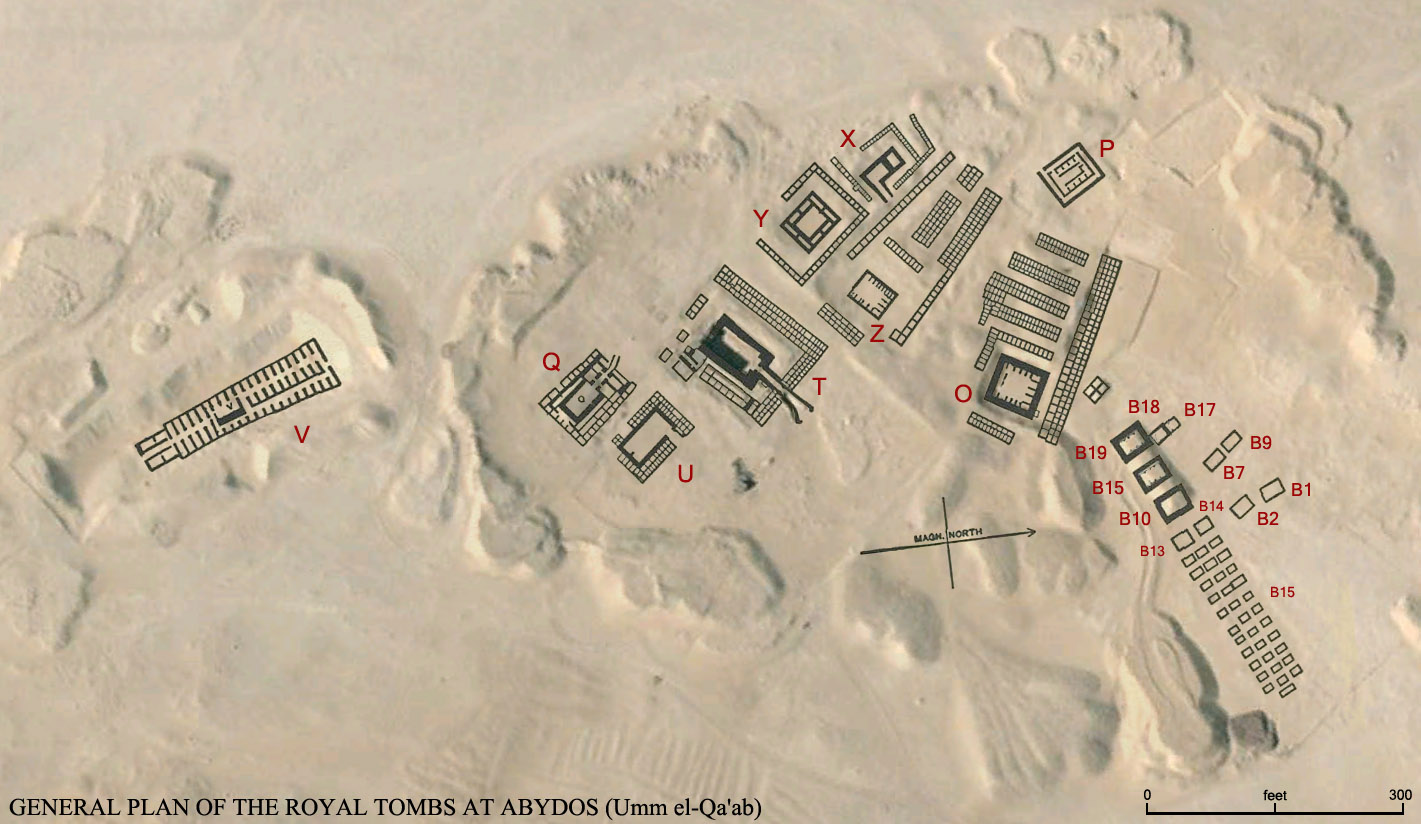
Královské pohřebiště Umm el-Ga’ab (Abydos); (P) Hrobka Peribsen, (V) Chasechemuej

Peribsen varianty serechů: (a)Horus serech – Per-ib-sen, (b) Sekhem-ab Peribsen,
(c) Horus – Sutech Per-ib-sen

## Prolog
Historie vývoje Egypta jako státu ve 2. a 3. dynastii je významná pro raný vývoj egyptské civilizace, avšak přesto zůstává nejasná kvůli nedostatku soudobých textů a bezpečně datovaného materiálu. Široký historický nástin sice byl stanoven s určitou jistotou, ale řada otázek o následnictví zůstává stále nezodpovězena. Královským pohřebním památkám dominují archeologické nálezy a pomáhají zmapovat změny v základní ideologii.
Náboženství jako celek bylo prakticky k nerozeznání od královského kultu a rozpor mezi státním a soukromým uctíváním božstev odráží širší rozdělení mezi vládnoucí elitou a obyvatelstvem. Nicméně požadavky na stavby pohřebních staveb – mastab, později pyramid, vedly k otevření se okolnímu světu, profesionalizaci vlády a vytváření vládních struktur vedoucích k centralizaci a sjednocení státu. Dlouhotrvající iniciativy ke zvýšení ekonomické produktivity zahrnovaly lepší vedení hospodářských záznamů, rozvoj písma, většího využívání egyptského nerostného bohatství a také zvýšení zahraničních obchodních vztahů, jak dosvědčují nálezy staroegyptské keramiky v Palestině.

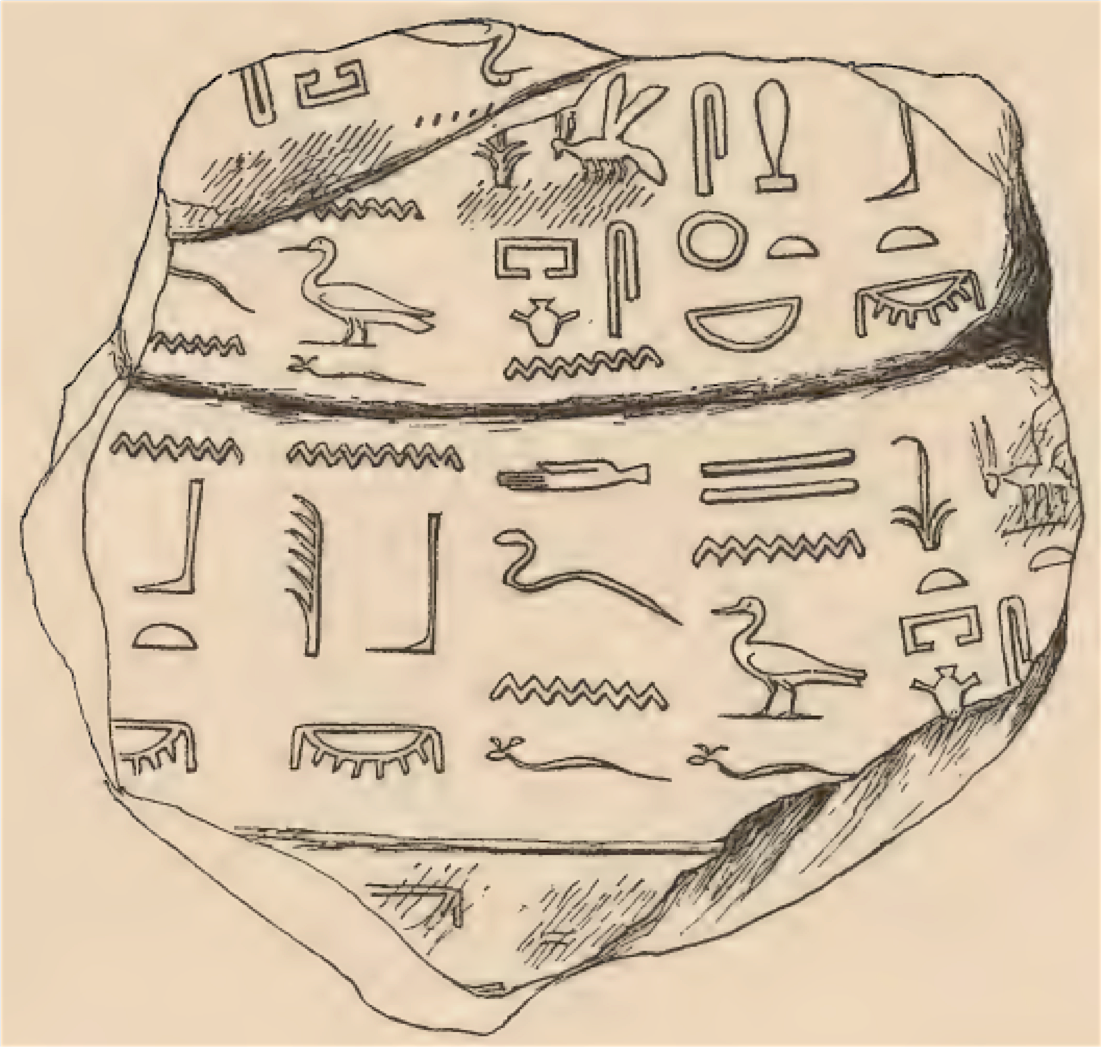
Pečeť z hrobky v Umm el-Káb script
„(On) spojil obě země pro svého syna, krále Horního a Dolního Egypta, Peribsen“

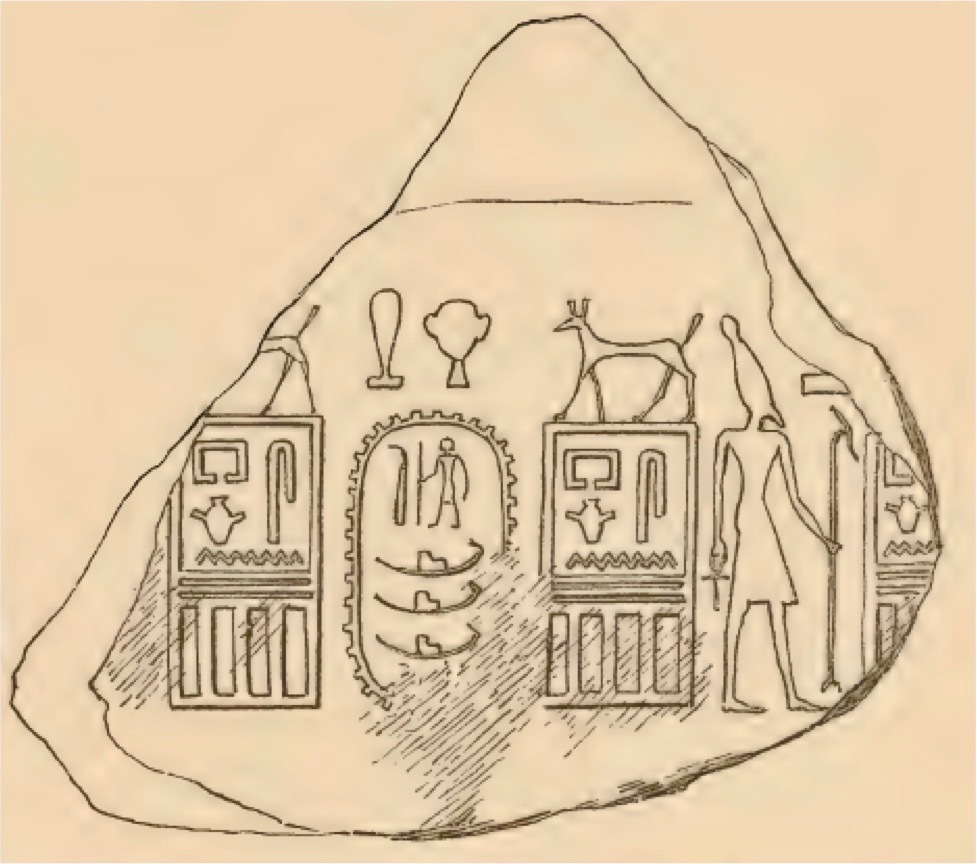
Hliněná pečeť z hrobky Umm el-Káb (P) Peribsen serech Sekhem-ab Peribsen

## Identita krále
Ze souboru artefaktů s uvedením jeho jmen, převážně na pečetích uzávěrů nádob, v různých muzeích roztroušených ostrak a několika stél, je existence krále Peribsena jednoznačně potvrzena. Přestože o jeho vládě ve druhé polovině 2. dynastie nejsou známé žádné písemné zprávy (kromě jeho jmen) a v neposlední řadě jeho hrobky na severozápadním okraji královského pohřebiště 1. dynastie v Abydosu. Identity a pořadí prvních tří králů 2. dynastie jsou jisté a doložené nálezy presentovanými v káhirském muzeu. Současné památky a pozdější královské seznamy lze s rozumnou jistotou uvést do souladu pro prvních pět vládců 2. dynastie. Chasechemuej je všeobecně uznáván jako poslední král 2. dynastie. Oproti tomu jsou pozice dalších možných vládců a skutečný rozsah jejich vlády zcela nejisté a předmětem diskusí.
Opakovaný průzkum Peribsenovy hrobky v letech 1911–1912 v Umm el-Káb zdokumentoval nálezy četných artefaktů, mezi jinými i hliněné pečetě se znaky Peribsena , kde je doložen v překladu zápis „(On) spojil obě země pro svého syna, král Horního a Dolního Egypta Peribsen“. Peribsen je nazýván králem obou částí Egypta, jeho královský serech má nahoře pouze boha Sutecha. Tato pečetidla, z nichž některá jsou velmi podobná těm, které objevil profesor William Petrie, jsou na nepálené hlíně. Nepocházejí z víček velkých nádob. Serech se znakem Hora by tedy mohl patřil jeho otci.
V první polovině 2. dynastie byla vláda zřejmě rozdělena na Horní a Dolní Egypt, docházelo mezi nimi k vojenským střetům, ke kterým významně přispívaly i rozdílné klimatické podmínky, kdy v Horním Egyptě nízké dešťové srážky na horním toku Nilu ovlivňovaly nízkou úrodu, zatímco v Dolním Egyptě prudké deště úrodu ničily.
Vnitřní napětí v polovině 2. dynastie je naznačeno změnou pozice boha v královském serechu Peribsena nebo předání vlády otce synovi aktem, kdy byl Hor nahrazen bohem Sutechem v královské titulu Peribsena, 
 přičemž zároveň je doložena jeho role jako |  |

|  |

|  |

|  | „dobyvatel“ města Śtrt-Sethroë na severovýchodě delty Nilu (Jaroslav Černý, Alan Gardiner)
Souvislost mezi změnou jmen a další aspekty Peribsenovy vlády, jeho rozhodnutí mít hrobku v královském pohřebišti 1. dynastie, a tím se přihlásit k odkazu předků, ukazuje, že jeho rod pocházel z Horního Egypta. Rozšíření jeho vlády na sever do Dolního Egypta jako dobyvatele a změna boha Hora na Sutecha pak přinesly politický posun do oblasti, kde Sutech byl hlavním bohem a kde Peribsen usiloval o uznaní legitimity své vlády. Jaroslav Černý uvádí, že ke změně jeho jména došlo právě po ovládnutí již zmíněného města Śtrt-Sethroë, kde byl již dlouhodobě uznáván náboženský kult boha Sutecha, . Celkový vývoj směřoval ke sjednocení Egypta pod jednu centrální vládu.

## Hrobka
Peribsenova hrobka se nachází na severozápadním okraji královského pohřebiště 1. dynastie v části Umm el-Káb a svoji architekturou se od starších z nich dost odlišuje. Její obdélníková základna je 12,6 x 15,8 m s vnitřní komorou 2,8 x 7,6 m. Uvnitř je řada malých výklenků oddělených stěnami z hliněných cihel. Kolem komory je volný průchozí koridor. Nálezy v hrobce a jejím těsném okolí pozůstávají z volně ležících nádob, pod vrstvou písku se nalezly dvě stély a řada úlomků váz, včetně jedné měděné. Na těsněních nádob byly pečetě se jménem Peribsena. Mezi autentickými nálezy byly i takové nesoucí jména dřívějších králů z 1. dynastie, například posledního krále Kaa.

## Epilog
Vládci v druhé polovině 2. dynastie, kteří doplňují historickou kontinuitu dynastického mezidobí k dynamickému vývoji 3. dynastie, proslavené stavbou stupňovité pyramidy v Sakkáře. Peribsen a jeho nástupce Chasechemuej si nechali postavit hrobky v královském pohřebišti v Abydosu, které dokládají vývoj stavebních prvků, zatím ještě s použitím hliněných cihel, jak ukazují rozdíly ve velikosti mastab Peribsena a Chasechemueje. Zároveň nezbytně docházelo ke změnám organizace stavebních prací a jejich logistického zajištění, většího počtu do jisté míry již specializovaných řemesel a počtu dělníků. To vše se později promítlo do stavby stupňovité pyramidy faraona Džosera a celého přilehlého komplexu staveb, jejíž základy tvoří postupně navršované klasické mastaby s dokončením nepravé stupňovité pyramidy, které se přičítá osvícenému architektu Imhotepovi.

## Galerie

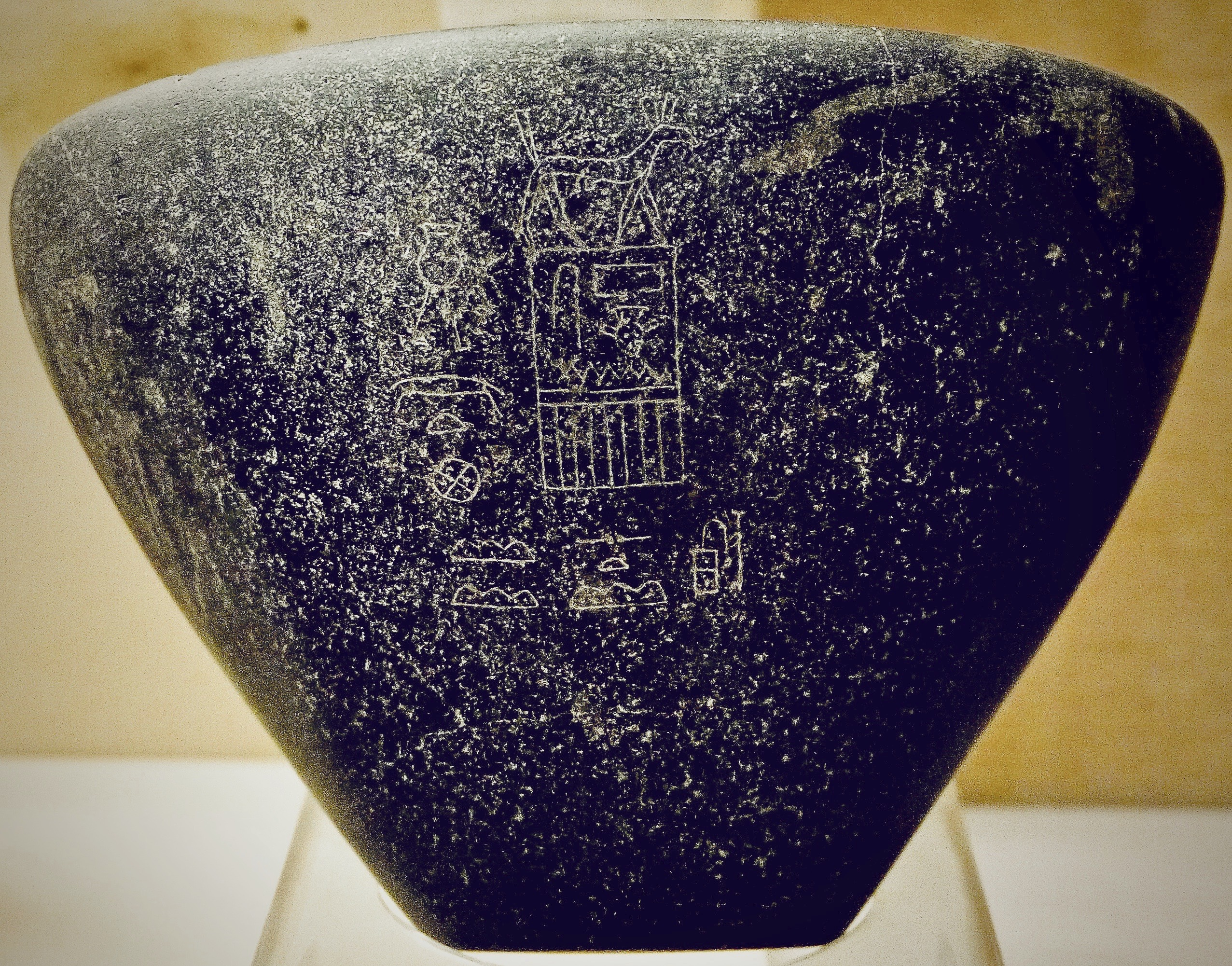
Kamenná váza se jménem „Seth-Peribsen, dobyvatel města Sethroë“, znak písaře
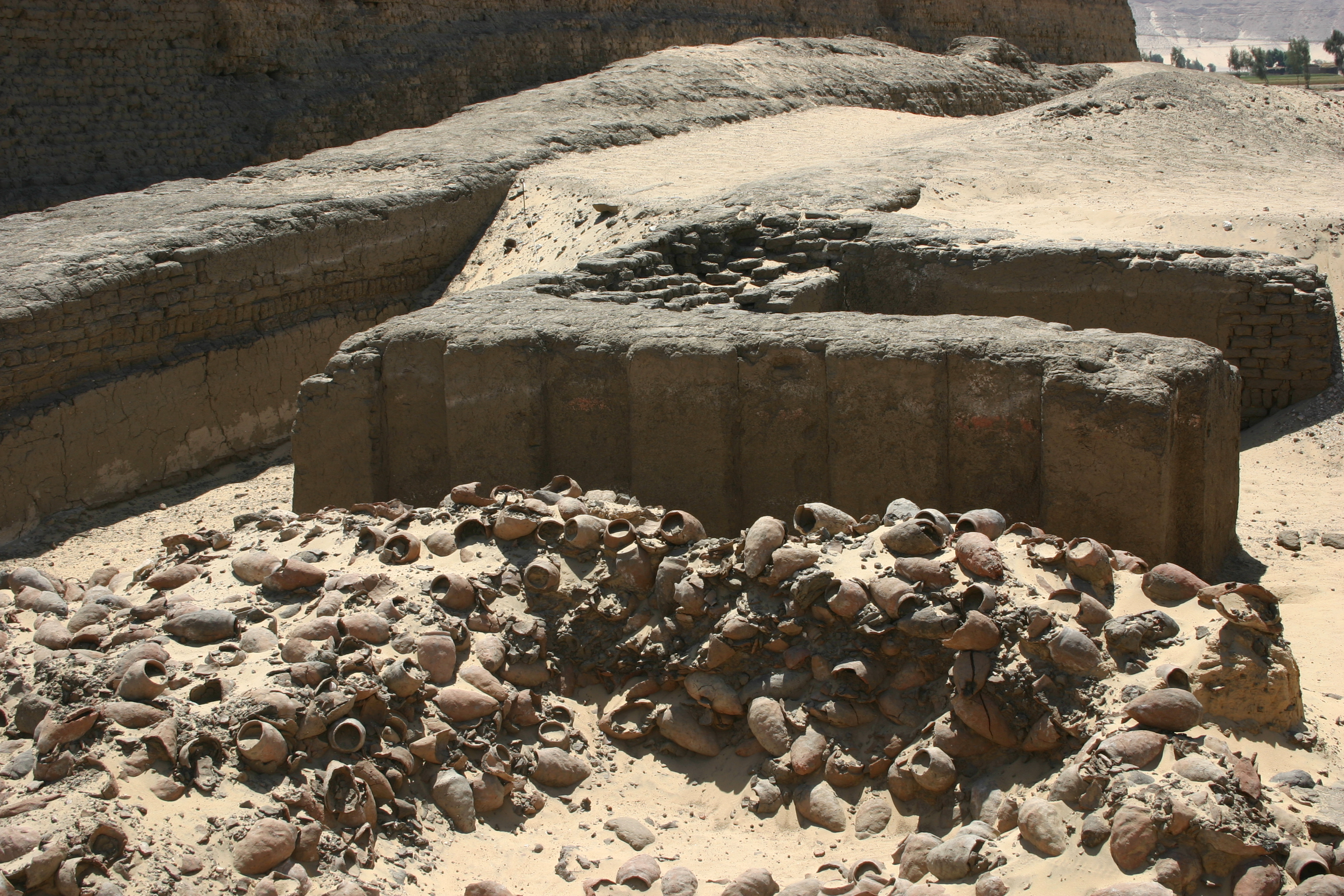
Depot fragmentů hrnců, hrobka Peribsen (P), Abydos
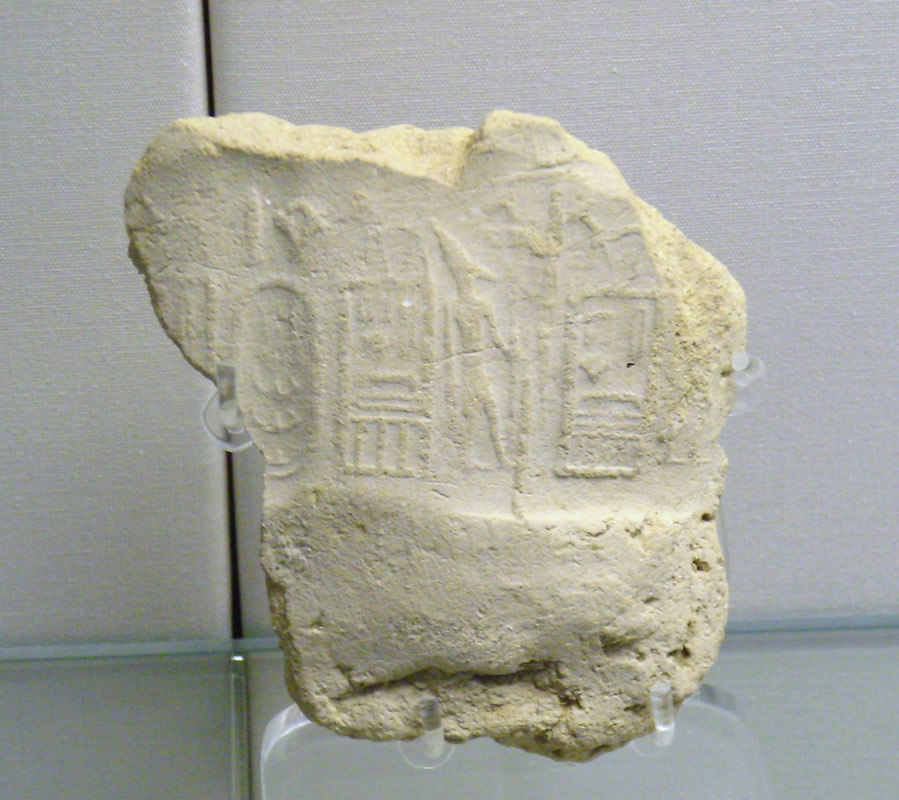
Úlomek pečetě z nádoby
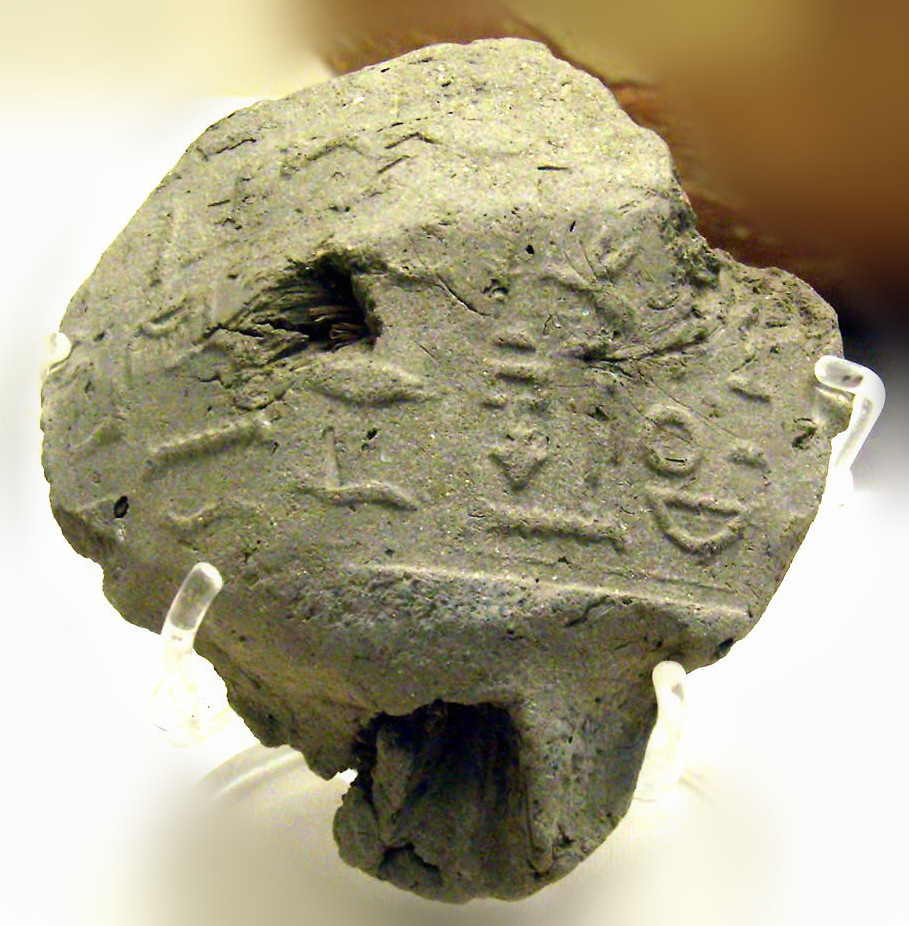
Pečeť Peribsena, Abydos